# Анализатор спектра
Анализа́тор спе́ктра — прибор для наблюдения и измерения относительного распределения энергии электрических (электромагнитных) колебаний в полосе частот.

## Анализаторы спектра. Общие сведения

### Классификация анализаторов спектра
- По диапазону частот — низкочастотные, радиодиапазона (широкополосные) и оптического диапазона.
- По принципу действия — параллельного типа (многоканальные) и последовательного типа (сканирующие).
- По способу обработки измерительной информации и представлению результатов — аналоговые и цифровые.
- По характеру анализа — скалярные, дающие информацию только об амплитудах гармонических составляющих спектра, и векторные, предоставляющие также информацию о фазовых соотношениях.

### Основные свойства анализа
Анализатор спектра позволяет определить амплитуду и частоту спектральных компонентов, входящих в состав анализируемого процесса. Важнейшей его характеристикой является разрешающая способность: наименьший интервал {\displaystyle \Delta f} по частоте между двумя спектральными линиями, которые ещё разделяются анализатором спектра.
Анализатор спектра может дать истинный спектр только тогда, когда анализируемое колебание {\displaystyle x(t)} периодично, либо существует только в пределах интервала {\displaystyle T}. При анализе длительностей процессов анализатор спектра даёт не истинный спектр
{\displaystyle S(\omega )=\int \limits _{-\infty }^{\infty }x(t)e^{-i\omega t}dt},
а его оценку:
{\displaystyle S_{T}(t_{1},\omega )=\int \limits _{t_{1}}^{t_{1}+T}x(t)e^{-i\omega t}dt},
зависящую от времени включения {\displaystyle t_{1}} и времени анализа {\displaystyle T}. Так как спектр колебания может в общем случае изменяться во времени, то оценка {\displaystyle S_{T}(t_{1},\omega )} даёт т. н. текущий спектр.

## Низкочастотные и радиочастотные анализаторы спектра

### Низкочастотные анализаторы
НЧ анализаторы бывают параллельного и последовательного типа (чаще параллельного) и предназначены для работы в диапазонах частот от нескольких герц до десятков — сотен килогерц. Используются в акустике, например, при исследовании характеристик шума, при разработке и обслуживании аудиоаппаратуры и в других целях. Анализаторы, используемые для контроля качества питающей электросети, иначе называются анализаторами гармоник.
- ПРИМЕРЫ: UPV, UPP, Ф4327, С4-34, СК4-83, ZET017, FLUKE_41B (анализатор гармоник), ZET 017.

### Радиочастотные анализаторы
Большинство радиочастотных анализаторов являются широкополосными, позволяют работать в полосе от нескольких килогерц до единиц — сотен гигагерц, как правило, это анализаторы последовательного типа. Применяются для анализа свойств радиосигналов, для исследования характеристик радиоустройств.
Самую подробную информацию о принципах построения современных радиочастотных анализаторов и их метрологических характеристиках можно найти в брошюрах "Основы спектрального анализа Application Note 150" компании Agilent Technologies и "Основы спектрального анализа. Раушер" компании Rohde & Schwarz.
- ПРИМЕРЫ: FSL, FSV, FSU, СК4-84, С4-82, GSP-810

### Анализаторы последовательного типа
Анализаторы последовательного типа являются наиболее распространенным видом анализаторов для исследования радиосигналов, принцип их действия состоит в сканировании полосы частот с помощью перестраиваемого гетеродина. Составляющие спектра последовательно переносятся на промежуточную частоту. Перестройка частоты гетеродина эквивалентна перемещению спектра исследуемого сигнала. Селективный УПЧ последовательно выделяет составляющие спектра, и, благодаря синхронной развёртке осциллографического индикатора, отклики каждой спектральной составляющей последовательно воспроизводятся на его экране.

### Анализаторы параллельного типа
Анализаторы параллельного типа содержат набор идентичных узкополосных фильтров (высокодобротных резонаторов), каждый из которых настроен на определенную частоту (в области низкочастотных измерений фильтры могут иметь одинаковой не абсолютную полосу пропускания, а относительный частотный интервал, например, «третьоктавные фильтры»). При одновременном воздействии исследуемого сигнала на все фильтры каждый из них выделяет соответствующую его настройке составляющую спектра. Параллельный анализатор спектра имеет перед последовательным преимущество в скорости анализа, однако уступает ему в простоте.

### Цифровые анализаторы
Цифровые анализаторы могут быть построены двумя способами. В первом случае это обычный анализатор последовательного типа, в котором измерительная информация, полученная методом сканирования полосы частот с помощью гетеродина, оцифровывается с помощью АЦП и, далее, обрабатывается цифровым методом. Во втором случае реализуется цифровой эквивалент параллельного типа в виде ДПФ-анализатора, который вычисляет спектр с помощью алгоритмов дискретного преобразования Фурье (ДПФ). По сравнению с последовательными цифровые параллельные ДПФ-анализаторы обладают определёнными преимуществами: более высоким разрешением и скоростью работы, возможностью анализа импульсных и однократных сигналов. Они способны вычислять не только амплитудный, но и фазовый спектры, а также одновременно представлять сигналы во временной и частотной областях. К сожалению, параллельные ДПФ-анализаторы из-за ограниченных возможностей аналого-цифровых преобразователей (АЦП) работают только на относительно низких частотах.
Корпорация Tektronix создала цифровые анализаторы спектра реального времени. Они позволяют отслеживать в реальном масштабе времени быстрые изменения спектра, которые используются в некоторых видах современных коммуникационных систем. При этом, наряду с обычными спектрами, приборы позволяют строить спектрограммы, которые представляют собой множество спектров, представленных в различные моменты времени. Кроме того в приборах применена технология «цифрового фосфора», позволяющая на определенное время запоминать спектры и наглядно отслеживать их изменения во времени.
Компания Rohde-Schwarz также производит анализаторы спектра в реальном масштабе времени, в которых дополнительно реализован режим синхронизации по частотной маске (селективный запуск). В данном режиме анализатор спектра запускается и производит измерения, если спектр исследуемого сигнала в полосе анализа параллельного БПФ-анализатора на базе АЦП отвечает заданным условиям, например один из спектральных компонентов на заданной частоте превышает установленный уровень. Этот режим полезен при наблюдении спектров сигналов в беспроводной связи, когда возможно выделить необходимые для изучения несущие или пилот-сигналы.

### Основные нормируемые характеристики
- Диапазон частот
- Полоса обзора
- Полосы пропускания
- Погрешность измерения по частоте
- Погрешность измерения по амплитуде
- Чувствительность и динамический диапазон
- Относительный уровень собственных шумов
- Неравномерность АЧХ

## Оптические анализаторы спектра

### Принцип действия
Анализаторы оптического спектра строятся на основе дифракционной решётки, интерферометров Майкельсона, Фабри-Перо и других интерференционных схем. В настоящее время, благодаря высокой технологичности, наибольшее распространение получили анализаторы, использующие дифракционную решётку, и только тогда, когда их разрешающая способность оказывается недостаточной, используются более дорогостоящие интерферометрические методы измерений спектра.

### Применение
Анализ оптического спектра в связи с развитием технологии телекоммуникаций становится одним из важнейших видов измерений в современных волоконно-оптических системах связи. Необходимость данного вида измерений в первую очередь связана с контролем спектра источников оптического излучения, а также определением степени влияния спектральных составляющих на параметры волоконно-оптических компонентов и передачу данных по волоконно-оптическим линиям связи. При этом одним из существенных факторов ограничивающих ширину полосы пропускания высокоскоростных линий связи в настоящее время становится хроматическая дисперсия оптического волокна, которая определяется шириной спектра источника излучения и проявляется в увеличении длительности передаваемого импульса по мере его распространения по оптическому волокну, что так же требует анализа оптического спектра. Кроме этого введение в линии связи волоконно-оптических усилителей, в частности EDFA (эрбиевых усилителей) и развитие технологии WDM (мультиплексирования по длине волны) в телекоммуникациях, определяют анализ оптического спектра в процессе инсталляции и эксплуатации волоконно-оптических линий передачи (ВОЛП) как наиболее актуальный вид измерений.
- ПРИМЕРЫ: ANDO AQ6331, PROLITE-60, EXFO FTB-5240S, ZET 017 U2

### Основные нормируемые характеристики
- Диапазон длин волн
- Разрешение по длине волны
- Погрешность измерения по длине волны
- Диапазон отображения по амплитуде
- Погрешность измерения по амплитуде
- Динамический диапазон